# Marc-Emmanuel Zanoli

Marc-Emmanuel Zanoli est un danseur français né à Paris 12e en 1983.

## Biographie
Stagiaire à l'école de danse de l'Opéra de Paris sous la direction de Claude Bessy en 1996-1997, il a eu pour professeurs principaux Liliane Garry, Marie-Josée Redont, Janine Guiton et participe aux démonstrations et au Défilé de l'Opéra de Serge Lifar au Palais Garnier.
Élève au Conservatoire national supérieur de musique et de danse de Paris (CNSMDP) sous la direction de Quentin Rouillier de 1998 à 2002, il aura pour professeurs principaux Sergueï Soloviev, Alain Debrus, Jocelyn Bosser, Cyril Atanassoff. Autres professeurs : Jean-Claude Ciappara, Wilfride Piollet, Claude de Vulpian, Christa Charmolu, Carole Lagache, Véronique Vialar, Susan Alexander, Florence Vitrac, André Lafonta, Roxana Barbacaru, Christine Girard.
Son répertoire principal fut Le Sacre du printemps de Nathalie Weir, La Fête des fleurs à Genzano d'Auguste Bournonville, Divertimento de George Balanchine.
En 2002, il intègre le Junior Ballet Classique sous la direction de Muriel Belmondo. Il y danse Everyday Incarnation de Nicolo Fonte, Petite Suite en noir de Davide Bombana, Agon de George Balanchine remonté par Nanette Glushak, Figures courantes de Robert North.
En 2003, il est engagé en qualité de danseur quadrille (CDD) dans le Ballet de l'Opéra national de Paris pour la production Ivan le Terrible de Iouri Grigorovitch.
En septembre 2004, il intègre le Ballet de l'Opéra national de Bordeaux sous la direction de Charles Jude (maître de ballet Éric Quilleré) et aborde les grands ballets du répertoire et ses rôles, Don Quichotte (rôle-titre, Basilio, Espada), La Belle au bois dormant (Carabosse), Roméo et Juliette (Pâris), Giselle (Hilarion), Casse-noisette (soliste de la Valse des fleurs), Le Lac des cygnes (Danse espagnole), Coppélia de Charles Jude, ainsi que d'autres ballets, dont Requiem-Mozart d'Eric Frédéric, Aubade de Serge Lifar, Le Messie, Carmina burana de Mauricio Wainrot, Les Quatre Tempéraments, Who Cares de George Balanchine, Les Sylphides de Michel Fokine, Les Noces de Bronislava Nijinska, Le Tricorne de Léonide Massine, etc.
Il fait ses débuts de chorégraphe avec Prémices (musique de George Gershwin) et Emerudia (musique de Gaetano Donizetti, Giuseppe Verdi et Camille Saint-Saëns) lors des Events du Conservatoire national supérieur de musique et de danse de Paris, puis créé La Symphonie d'un soir (musique de Louis Moreau Gottschalk) pour la compagnie chorégraphique François Mauduit. À l'occasion du festival Cadences d'Arcachon en septembre 2009, Charles Jude lui propose de chorégraphier une pièce pour le Ballet de l'Opéra national de Bordeaux, Douce Mélancolie, dans une veine plus néo-classique (musique de Craig Armstrong). Revenant à un style plus classique Schéhérazade (musique de Nikolaï Rimski-Korsakov) pour Marina Guizien, danseuse au Ballet de l'Opéra. En 2012, Mvt4 (musique de Ludwig van Beethoven) et Massenet Pas-de-trois (musique de Jules Massenet) présenté à l'occasion d'un gala caritatif réunissant des solistes des opéras de Paris et de Bordeaux. 
Il a été également conseiller chorégraphique pour les séries télévisée de TF1 Section de recherches et l'Opéra pour OCS.